# João Vigário
João Miguel Ribeiro Vigário, noto semplicemente come João Vigário (Gondomar, 20 novembre 1995), è un calciatore portoghese, difensore del Fafe.

## Caratteristiche tecniche
È un esterno sinistro ma può anche svolgere il ruolo di terzino sinistro.

## Carriera

### Club
Cresciuto nelle giovanili del Vitória Guimarães ha esordito con la prima squadra il 15 agosto 2015 nel match perso 3-0 contro il Porto.

### Nazionale
Nel 2015 ha partecipato con la nazionale Under-20 portoghese al Mondiale di categoria.

## Statistiche

### Presenze e reti nei club
Statistiche aggiornate al 3 giugno 2017.
| Stagione        | Squadra           | Campionato      | Campionato | Campionato | Coppe nazionali | Coppe nazionali | Coppe nazionali | Coppe continentali | Coppe continentali | Coppe continentali | Altre coppe | Altre coppe | Altre coppe | Totale | Totale |
| Stagione        | Squadra           | Comp            | Pres       | Reti       | Comp            | Pres            | Reti            | Comp               | Pres               | Reti               | Comp        | Pres        | Reti        | Pres   | Reti   |
| --------------- | ----------------- | --------------- | ---------- | ---------- | --------------- | --------------- | --------------- | ------------------ | ------------------ | ------------------ | ----------- | ----------- | ----------- | ------ | ------ |
| 2014-2015       | Vitória Guimarães | PL              | 0          | 0          | TP+TL           | 0+1             | 0               |                    | -                  | -                  |             | -           | -           | 1      | 0      |
| 2015-2016       | Vitória Guimarães | PL              | 6          | 0          | TP+TL           | 0               | 0               | UEL                | 0                  | 0                  |             | -           | -           | 6      | 0      |
| 2016-2017       | Vitória Guimarães | PL              | 1          | 0          | TP+TL           | 0               | 0               |                    | -                  | -                  |             | -           | -           | 1      | 0      |
| Totale carriera | Totale carriera   | Totale carriera | 7          | 0          |                 | 1               | 0               |                    | 0                  | 0                  |             | -           | -           | 8      | 0      |